# Фукуока
Фукуо́ка (яп. 福岡市 Фукуока-си) — город, определённый указом правительства Японии и крупный порт на юго-западе Японии; административный центр префектуры Фукуока. Значимый индустриальный центр. Площадь города составляет 341,70 км², население — 1 517 650 человек (1 августа 2014), плотность населения — 4441,47 чел./км².
Город Фукуока разделён рекой Накагава на 2 части — Хаката (торговая) и Фукуока (административная и деловая). Имеется метрополитен.

## История
Фукуока, которая имела выход к Японскому морю и находилась по соседству с Кореей и Китаем, издавна была важным центром японско-китайско-корейских связей. На рубеже нашей эры, в период Яёй территория современного города была густо заселена. Вероятно, в районе Фукуоки существовало одно из первых японских протогосударств, правитель которого получил в 57 году золотую печать и титул вана.
С VI века на территории Фукуоки находился портовый город На (яп. 那ノ津, 儺ノ津, なのつ). В VIII—XI веках он служил местом командировки японских посольств в Китай и Корею и первым портом, который принимал иностранных послов и купцов в Японии. Благодаря этому город быстро превратился в один из центров восточноазиатской торговли. С начала XI века его стали называть «Хаката».
В XIII веке Хаката была одним из крупнейших населенных пунктов Японии. Кроме японцев, здесь жили корейцы и китайцы, которые имели собственные кварталы и храмы. Из-за монгольских нашествий 1274 и 1281 годов Япония прекратила дипломатические и торговые отношения с материком, что негативно отразилось на развитии города. Однако в XV—XVI веках благодаря активной японско-минской торговле Хаката вернула себе былую славу японского «окна в Азию». Город считался одним из трёх крупнейших торговых центров Японии наряду с Сакаи и Боноцу.
В 1587 году Хаката был сожжён отступающими войсками рода Симадзу во время войны с объединителем Японии Тоётоми Хидэёси. Последний восстановил город в том же году на восточном берегу реки Нака.

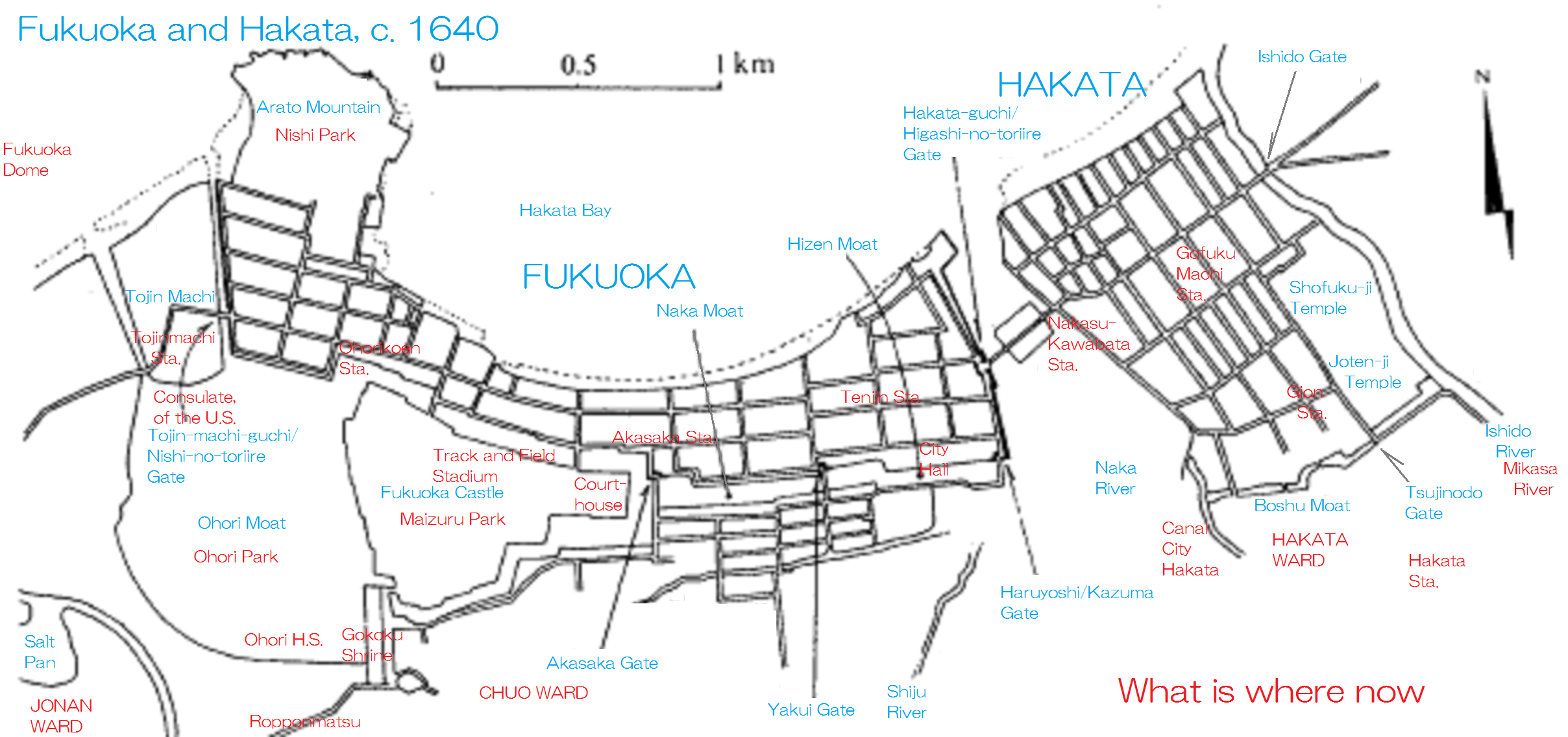
Фукуока в 1640 году

В 1601 году земли Хакаты достались роду Курода, и глава этого рода Курода Нагамаса построил на западе города замок. Он был назван «Фукуока», по имени родины предков Куроды в провинции Бидзэн. Поскольку Хаката стала призамковым посёлком замка Фукуока и столицей княжества Фукуока, она была переименована в Фукуоку, хотя старое название «Хаката» оставалось в обращении до XIX века. В настоящее время Хаката-ку (яп. 博多区) - центральный деловой район города Фукуока.
В 1871 году была основана префектура Фукуока, а территория бывшего призамкового поселения была поделена на два района: Фукуока и Хаката. В 1878 году оба района объединены в один под названием Фукуока, который в 1889 году получил статус города. Впрочем, большинство жителей города не желало отказываться от исторического названия Хаката, поэтому городской вокзал, порт, а также традиционные ремесленные изделия, такие как куклы или шёлк, оставили за собой имя «хакатских».
В 1903 году в Фукуоке был основан медицинский университет, который стал основой будущего Университета Кюсю, а в 1909—1910 годах запущены первые трамваи. Однако к 1920-м гг население города уступало Нагасаки и Кумамото. В 1930-х годах политико-экономическая роль Фукуоки резко выросла: она была превращена в один из главных центров промышленного района Северного Кюсю и разместила на своей территории штаб-квартиру Ведомства управления делами региона Кюсю. По окончании Второй мировой войны в городе были сконцентрированы региональные представительства центрального правительства, финансовых и коммерческих учреждений, деятельность которых охватывала территорию всего острова Кюсю.
В 1972 году Фукуока стала одним из городов, определённых указами правительства Японии, и поделена на районы.

## Климат
| Показатель                    | Янв. | Фев. | Март | Апр. | Май  | Июнь | Июль | Авг. | Сен. | Окт. | Нояб. | Дек. | Год  |
| ----------------------------- | ---- | ---- | ---- | ---- | ---- | ---- | ---- | ---- | ---- | ---- | ----- | ---- | ---- |
| Абсолютный максимум, °C       | 20,4 | 23,8 | 26,3 | 30,1 | 32,3 | 37,3 | 38,3 | 37,7 | 36,5 | 33,3 | 27,5  | 22,1 | 38,3 |
| Средний суточный максимум, °C | 9,9  | 11,1 | 14,4 | 19,5 | 23,8 | 26,9 | 30,9 | 32,1 | 28,3 | 23,4 | 17,8  | 12,6 | 20,9 |
| Средняя температура, °C       | 6,6  | 7,4  | 10,4 | 15,1 | 19,4 | 23,0 | 27,2 | 28,1 | 24,4 | 19,2 | 13,8  | 8,9  | 17,0 |
| Средний суточный минимум, °C  | 3,4  | 3,9  | 6,5  | 11,1 | 15,5 | 19,8 | 24,2 | 25,0 | 21,2 | 15,3 | 10,1  | 5,4  | 13,5 |
| Абсолютный минимум, °C        | −4,6 | −5,2 | −3,7 | 0,1  | 4,8  | 10,8 | 13,8 | 15,4 | 9,8  | 4,8  | −0,6  | −3,1 | −5,2 |
| Норма осадков, мм             | 69   | 72   | 114  | 117  | 144  | 256  | 280  | 172  | 179  | 75   | 85    | 61   | 1623 |
| Источник: «Погода и Климат»   |      |      |      |      |      |      |      |      |      |      |       |      |      |

## Административное деление

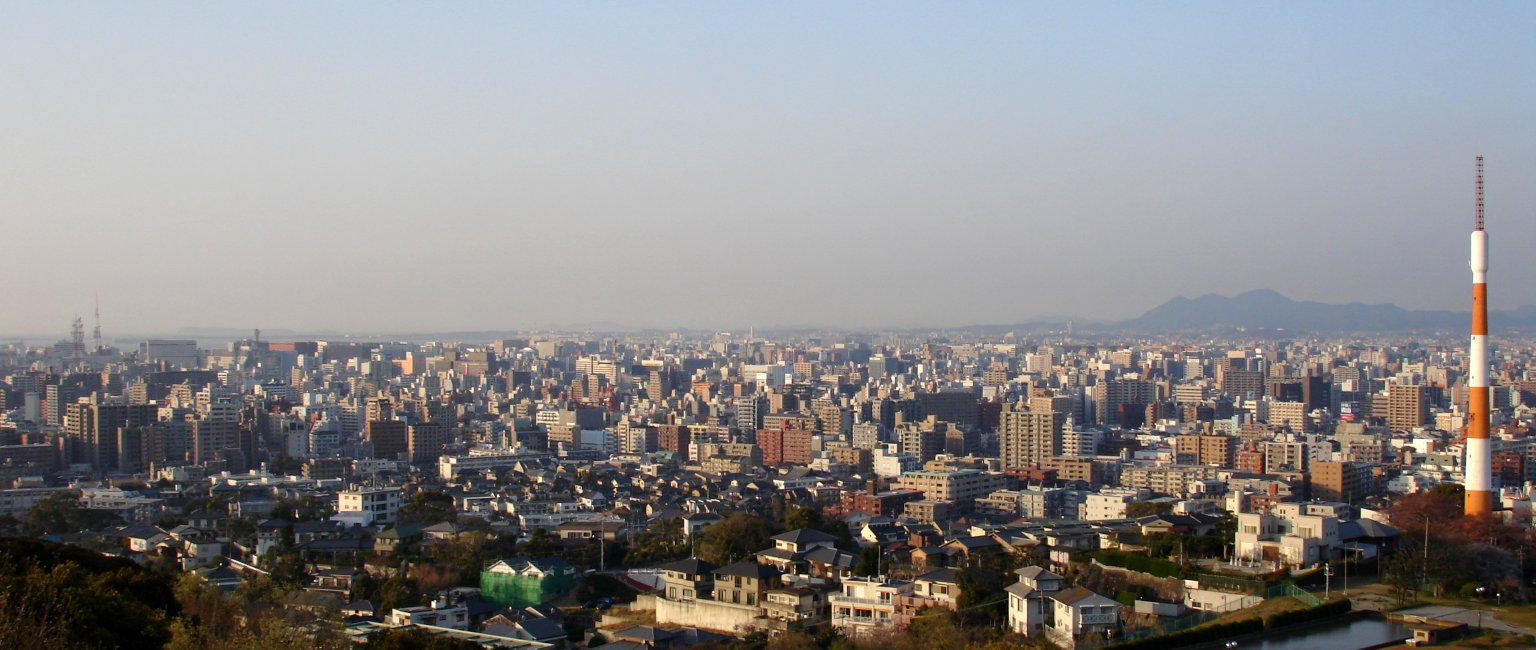
Панорама Фукуоки

| Фукуока разделена на 7 районов (ку):     | Фукуока разделена на 7 районов (ку): | Фукуока разделена на 7 районов (ку): | Фукуока разделена на 7 районов (ку): | Фукуока разделена на 7 районов (ку): |
| ---------------------------------------- | ------------------------------------ | ------------------------------------ | ------------------------------------ | ------------------------------------ |
|                                          | Район                                | Население (на 1 июня 2013)           | Площадь (км²)                        | Плотность (чел/км²)                  |
| Хигаси-ку (東区)                         | 299 384                              | 66,68                                | 4380                                 |                                      |
| Хаката-ку (博多区)                       | 221 347                              | 31,47                                | 7030                                 |                                      |
| Тюо-ку (中央区) (административный центр) | 186 558                              | 15,16                                | 12 310                               |                                      |
| Минами-ку (南区)                         | 252 242                              | 30,98                                | 8140                                 |                                      |
| Дзёнан-ку (城南区)                       | 129 089                              | 16,02                                | 8060                                 |                                      |
| Савара-ку (早良区)                       | 213 828                              | 95,88                                | 2230                                 |                                      |
| Ниси-ку (西区)                           | 199 906                              | 83,83                                | 2380                                 |                                      |

## Население
Население города составляет 1 517 650 человек (1 августа 2014), а плотность — 4441,47 чел./км². Изменение численности населения с 1980 по 2005 годы:
| 1980 | 1 088 588 чел. |  |
| 1985 | 1 160 440 чел. |  |
| 1990 | 1 237 062 чел. |  |
| 1995 | 1 284 795 чел. |  |
| 2000 | 1 341 470 чел. |  |
| 2005 | 1 401 279 чел. |  |

## Символы
Дерево города — камфорное дерево, летний цветок — гибискус изменчивый, зимний цветок — камелия масличная, морская птица — чайка обыкновенная, полевая птица — овсянка красноухая (Emberiza cioides).

## Спорт

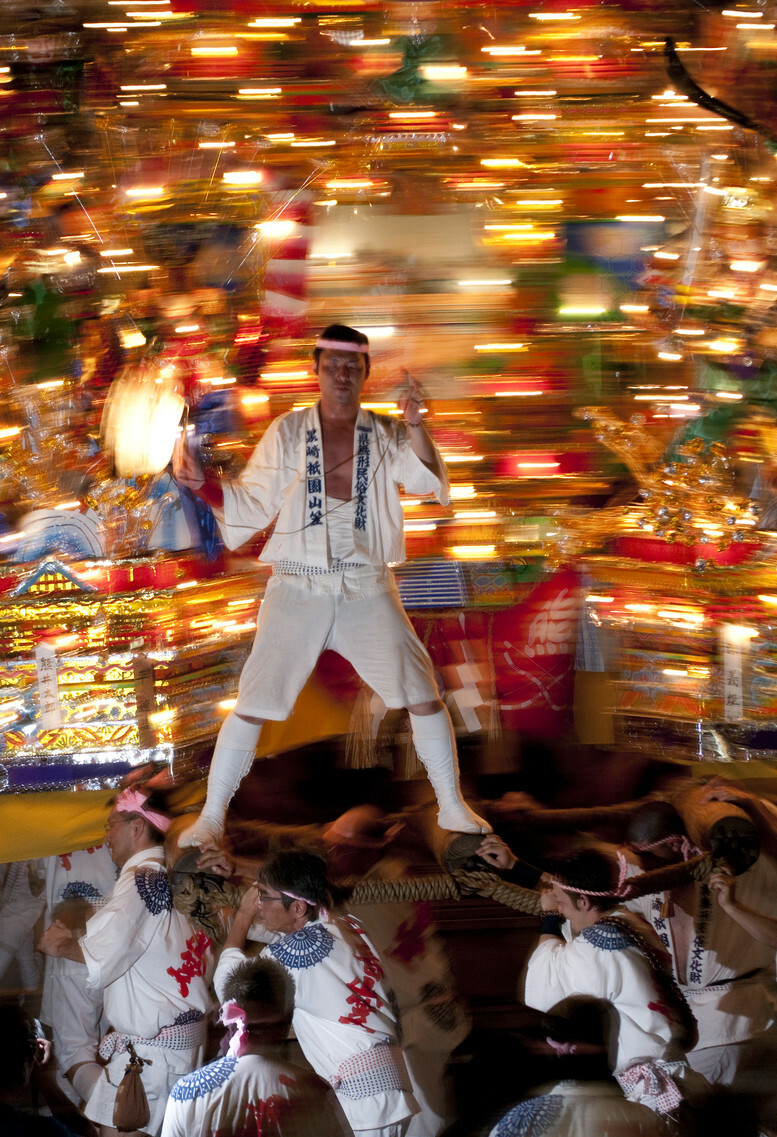
Фестиваль в Фукуоке, июль 2012

В городе Фукуока базируется «Фукуока Хокс», один из ведущих бейсбольных клубов Японии. Под угрозой банкротства и вынуждаемый своими кредиторами к реструктуризации команда была продана в 2004 году прежними владельцами венчурному капиталу Softbank Capital.
Фукуоку также представляет профессиональный футбольный клуб — Ависпа Фукуока.
Ежегодно в Фукуоке проводятся следующие спортивные мероприятия:
- Чемпионаты по всем категориям японского дзюдо — в начале апреля.
- Кюсю Экидэн, начинающийся в Нагасаки и заканчивающийся в Фукуоке, длиннейшая в мире эстафета — в октябре.
- Ноябрьский турнир по профессиональному сумо, проводимый в Фукуока Кокусай Центр
- Фукуокский марафон, со стартом и финишем на стадионе Хэивадай Атлетик — 1-е воскресенье декабря.

В Фукуоке проводились следующие спортивные мероприятия.
- Летняя Универсиада 1995
- Чемпионат Азии по лёгкой атлетике 1998
- Чемпионат мира по водным видам спорта 2001.
- Чемпионат мира по бегу по пересечённой местности 2006.
- Международные чемпионаты среди женщин по дзюдо в Фукуоке — с 1983 по 2006 год.

### Спортивные команды и их арены
| Клуб                      | Вид спорта     | Лига                 | Арена               | Основан                                 |
| ------------------------- | -------------- | -------------------- | ------------------- | --------------------------------------- |
| Кюдэн Вольтекс            | регби          | Топ Лига             | Левел-5             | 1951                                    |
| Кока-Кола Уэст Ред Спаркс | регби          | Топ Лига             | Саваяка Спортс Парк | 1966                                    |
| Фукуока Софутобанку Хокс  | бейсбол        | NPB                  | Фукуока Доум        | 1989 (год переезда команды из Осаки)    |
| Ависпа Фукуока            | футбол         | Джей-лига Дивизион 2 | Левел-5             | 1995 (год переезда команды из Фудзиэды) |
| Фукуока Джей-Анклас       | женский футбол | Л-Лига               | Левел-5             | 1986                                    |
| Райзинг Зефир Фукуока     | баскетбол      | Биджей-лига          | Аккион Фукуока      | 2007                                    |

## Образование
Национальные университеты
- Университет Кюсю (九州大学)
  - Институт дизайна Кюсю (九州芸術工科大学) — объединён с Университетом Кюсю в октябре 2003 года.

Префектуральный университет
- Фукуокский женский университет (福岡女子大学)

Частные университеты
- Университет Даиити, колледж фармацевтических наук (第一薬科大学)
- Фукуокский институт техники (福岡工業大学)
- Фукуокский университет Дзё Гакуин (福岡女学院大学)
- Фукуокский университет (福岡大学)
- Университет Кюсю Сангё (九州産業大学)
- Университет Накамура Гакуэн (中村学園大学)
- Университет Сэйнан Гакуин (西南学院大学)

## Достопримечательности
- Кусида-дзиндзя (櫛田神社), синтоистский храм
- Башня Фукуока
- Колесо обозрения Небесная мечта Фукуока (диаметр — 112 м, общая высота — 120 м), самое большое колесо обозрения классического типа (не считая наблюдательных колёс) в мире[источник не указан 2377 дней].

## Транспорт
- Аэропорт Фукуока (яп. 福岡空港): сообщение с городами Китая, Кореи, Сингапуром, Таиландом, Вьетнамом, Филиппинами, Финляндией, США (Гавайи) и со всеми крупными городами Японии.
- Высокоскоростное междугородное железнодорожное сообщение: линии Санъё-синкансэн (яп. 山陽新幹線) и Кюсю-синкансэн (яп. 九州新幹線).
- Фукуокский метрополитен (яп. 福岡市地下鉄).

## Города-побратимы
Городами-побратимами Фукуоки являются:
- Окленд, Калифорния (США) (с 13 октября 1962 года.)
- Гуанчжоу (Китай) (со 2 мая 1979 года.)
- Бордо (Франция) (с 8 ноября 1982 года.)
- Окленд (Новая Зеландия) (с 24 июня 1986 года.)
- Ипох (Малайзия) (с 21 марта 1989 года.)
- Пусан (Южная Корея) (с 24 октября 1989 года.)
- Атланта, Джорджия (США) (с 8 февраля 2005 года.)
- Янгон (Мьянма) (с 2016 года.)